# 2018년 서울국제여성영화제
제20회 서울국제여성영화제는 2018년 5월에 개최된 영화제이다. 메가박스 신촌에서 개최되었으며 사회자는 이영진이다.

## 수상 및 후보

### 국제장편경쟁-작품상
- 애니멀(영어판) - 카타리나 뮉슈타인 수상

### 국제장편경쟁-감독상
- 행복하길 바라 - 양 밍밍 수상

### 국제장편경쟁-심사위원특별상
- 나는 태양의 한 방울 - 엘렌 나베리아니 수상

### 한국장편경쟁-작품상
- 구르는 돌처럼 - 박소현 수상

### 아시아단편경쟁-작품상
- 자유연기 - 김도영 수상

### 아시아단편경쟁-감독상
- 2호 유니폼 - 홍이우 수상

### 아시아단편경쟁-관객상
- 자유연기 - 김도영 수상

### 아시아단편경쟁-심사위원특별언급
- 화려한 외출 - 안형혜 수상

### 극영화 아트레온상
- 69세 - 임선애 수상

### 아트레온 우수상
- 너는 혼자가 아니야 - 홍성윤 수상
- 육식공룡의 연주 - 김정은 수상
- 장송곡 싱어 - 조현진 수상
- 창귀전 - 임규리 수상

### 포스트핀상
- 그대 나의 동료가 되라 - 정다솔 수상
- 다큐멘터리 옥랑문화 수상작
- 외길식당 - 박강아름 수상

### 진진 우수상
- 그대 나의 동료가 되라 - 정다솔 수상
- 신시 - 장은주 수상
- 워킹투게더 - 홍유리 수상
- 걍 집에 있을걸 - 최빛나 수상

### 극영화 관객인기상
- 장송곡 싱어 - 조현진 수상

### 다큐 관객인기상
- 걍 집에 있을걸 - 최빛나 수상

### 아이틴즈 대상
- 수연 - 임시연 수상
- 영화로운 19삶 - 이효정 수상

### 아이틴즈 관객상
- B틀어주세요 - 현수민 수상
- 국제장편경쟁
- 나는 태양의 한 방울 - 엘렌 나베리아니
- 오후 세 시 축구경기 - 클라리사 나바스
- 행복하길 바라 - 양 밍밍
- 파티는 끝났다 - 마리 가렐-바이스
- 오 루시! - 히라야나기 아츠코
- 아마추어 - 가브리엘라 피츨러
- 애니멀(영어판) - 카타리나 뮉슈타인
- 텅 빈 여자 - 크리스틴 레폰드
- 한국장편경쟁
- 밤치기 - 정가영
- 어른이 되면 - 장혜영
- 구르는 돌처럼 - 박소현
- 기프실 - 문창현
- 국광교회 - 모현신
- 아시아 단편경선
- 바뀌지 않을 것이다 - 서진
- 버려진 - 아자데 모우사비
- 면도 - 정지혜
- 두 개의 방 - 정한
- 2호 유니폼 - 홍이우
- 자유연기 - 김도영
- 신기록 - 허지은 외 1명
- 창 밖의 배 - 레바나 리즈 존
- 외지인에게 보내는 편지 - 도로시 청
- 여자의 아내 - 장아람
- 증언 - 우경희
- 다큐멘터리 - 서우빈
- 빅 시스터 - 마이클 가너
- 화려한 외출 - 안형혜
- 천상의 피조물 - 티나샤인 몽콜몬트
- 보강촬영 - 임현희
- 검은 악어 - 장나리
- 스노우볼 - 홍유라
- 임시 - 쉬 후이-루

### 아이틴즈
- 그 날 - 박성은
- Sink - 하영재 외 3명
- 감정의 색감 - 양석영
- 수연 - 임시연
- 얼굴 없는 여인 - 김영인
- 영화로운 19삶 - 이효정
- B틀어주세요 - 현수민

### 새로운 물결
- 아이린에겐 말하지 마 - 팻 밀스
- 씨네필 - 마리아 알바레즈
- 리야나 - 아만다 콥 외 1명
- 전장의 오로라 - 마르타 메자로스
- 소공녀 - 전고운
- 리틀 포레스트 - 임순례
- 상속녀 - 마르셀로 마르티네시
- 천사는 흰 옷을 입는다 - 비비안 큐
- 나다 카디치의 혼돈의 삶 - 마르타 헤르니즈 피달
- 공원에서 명상을 - 미나 슘
- 너를 보는 나 - 시그리드 안드레아 베르나르도
- 흔적 없는 삶 - 데브라 그래닉
- 닉을 잊어라 - 마가레테 폰 트로타
- 바디 토크 - 천 신징
- 어두운 강 - 클라이오 바나드
- 사물의 상태: 현대 여성감독이 말하다 - 로잔나 몰 외 1명
- 나는 마녀가 아니다 - 룬가노 니오니
- 마드모아젤 파라디스의 피아노 - 바바라 앨버트
- 퍼즐 - 마크 터틀타웁
- 문장의 얼굴들 - 안예은
- 우리는 자주 화가 나곤 한다 - 부들
- 나로서기 - 김희지
- 자밍아웃 - 김예지
- 존똑이들 - 진선민
- 사랑, 우리의 감옥 - 케롤라이나 코랄 파르디스
- 피해자를 위한 랩 - 헤더 필립슨
- 나무소녀 - 아만다 넬 유
- 개를 위한 민주주의 - 메리 저나지
- 더 브레드위너 - 노라 트메이

### 퀴어 레인보우
- 퀴어라마 - 데이지 애스퀴스
- 프린세스 시드 - 스티븐 콘
- 자비로운 날들 - 탈리 샤롬-에저
- 쉐이크다운 - 레일라 와인로브
- 게임 걸스 - 알리나 스케치즈카
- 부탄의 후계자들 - 아룬 바타라이 외 1명
- 뷰티 - 크리스티나 윌링스
- 별 거 아닌 큰 문제 - 파비앙 고르쥬아르
- 우리만의 작은 파티 - 마르크-앙투안 레미어
- 퀴어의 방 - 권아람
- 셔틀런 - 이은경 외 1명
- 골목길 - 오수연
- 첫 외출 - 김혁
- 다섯 번째 계절 - 양경희
- 믹스-믹스 - 샐리 크로닝거
- 화장실 프로젝트 - 재커리 클라렌스
- 염색체 연인 - 야노 호나미

### 쟁점들
- 낳을 권리, 낳지 않을 권리 - 시비아 타마킨
- 녹이 슨 - 알리 무리티바
- 레시 테일러의 #미투 - 낸시 부이르스키
- 아니타 힐 - 프리다 리 모크
- 말하기 어려운 것들 - 스테파니 브로크하우스
- 방해말고 꺼져!: 게임과 여성 - 섀넌 선-히긴슨
- 관찰과 기억 - 이솜이
- 혀 - 김미조
- 모래 놀이 - 최초아

### 배리어프리 상영
- 아이 캔 스피크 - 김현석

### 추모전
- 공주님의 짝사랑 - 최은희
- 민며느리 - 최은희

### 회고전
- 버진 머신 - 모니카 트루트
- 아버지의 방문 - 모니카 트루트
- 젠더너츠 - 모니카 트루트
- 고스티드 - 모니카 트루트
- 빛의 전사 - 모니카 트루트
- 호랑이 여자들 날개를 달다 - 모니카 트루트

### 페미니스트 필름 클래식
- 모랄 - 마리로 디아즈-아바야
- 스위티 - 제인 캠피온
- 먼지의 딸들 - 줄리 대쉬
- 세 여자의 삶 - 케이트 밀렛
- 늪 - 루크레시아 마르텔

### 아이콘, 그녀의 영향력
- 아스트리드 린드그렌 되기 - 페르닐레 피셔 크리스텐센
- 밤쉘 - 알렉산드라 딘
- RBG - 벳시 웨스트 외 1명
- 그레이스 존스: 스튜디오와 빵 - 소피 파인즈
- SFdrome : 주세죽 - 김소영

### 20주년 기념 앵콜전: 월드 시네마
- 공유하는 사랑 - 니아 디 나타
- 더 파티 - 샐리 포터
- 어메이징 캣피시 - 클라우디아 세인트-루스
- 팝의 여전사 - 프라티바 파마
- 역사 수업 - 바버라 해머
- 내가 여자가 된 날 - 마르지예 메쉬키니
- 워터 릴리스 - 셀린 시아마
- 붉은 거리 - 안드레아 아놀드

### 20주년 기념 앵콜전: 코리안 시네마
- 우리 생애 최고의 순간 - 임순례
- 미쓰 홍당무 - 이경미
- 지금, 이대로가 좋아요 - 부지영
- 어떤 개인 날 - 이숙경
- 화차 - 변영주
- 도희야 - 정주리
- 청포도 사탕: 17년 전의 약속 - 김희정
- [[암사자[들]]] - 홍재희
- 여고생이다 - 박지완
- 도시에서 그녀가 피할 수 없는 것들 - 박지연
- 거울과 시계 - 이원우
- 나를 믿어줘 - 김진영
- 도시 - 김영근 외 1명
- 낮과 밤 - 유은정
- MJ - 김희진
- 심경 - 김승희
- 나가요: ながよ - 차정윤
- 미열 - 박선주

### 20주년 기념 앵콜전: 옥랑 다큐멘터리
- 쇼킹 패밀리 - 경순
- 우리들은 정의파다 - 이혜란
- 반짝이는 박수 소리 - 이길보라
- 3xFTM - 김일란
- 탐욕의 제국 - 홍리경